# 陈国凯
陈国凯（1938年4月—2014年5月16日），男，广东五华人，中华人民共和国作家。

## 生平
早年创作大量作品，其中小说《我应该怎么办》获1979年全国优秀短篇小说奖，长篇小说《代价》获1980年广东省首届鲁迅文学奖，此外还有《好人阿通》、《大风起兮》等作品。他担任中国作家协会第七届全委会委员、广东省作家协会主席。2014年去世。